# Andisol

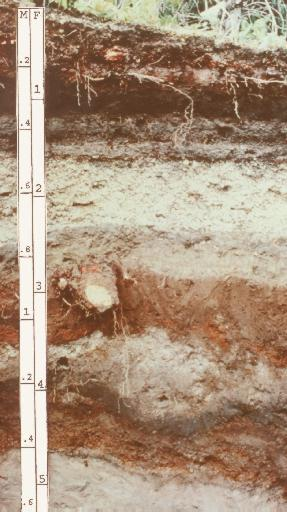
Un perfil de Andisol

En la taxonomía de suelos del USDA, los andisoles son suelos formados en cenizas volcánicas y se definen como suelos que contienen altas proporciones de vidrio y materiales coloidales amorfos, incluidos allofanita, imogolita y ferrihidrita. En la Base de Referencia Mundial de Recursos Suelos (WRB), los Andisoles se conocen como Andosoles.
Debido a que generalmente son bastante jóvenes, los Andisoles suelen ser muy fértiles, excepto en los casos en que el fósforo se fija fácilmente (esto ocurre a veces en los trópicos). Por lo general, pueden sustentar cultivos intensivos, y las áreas utilizadas para arroz húmedo en Java sustentan algunas de las poblaciones más densas del mundo. Otras áreas de Andisol sustentan cultivos de frutas, maíz, té, café o tabaco. En el noroeste del Pacífico de EE. UU., los Andisoles sustentan bosques muy productivos.
Los Andisoles ocupan aproximadamente el 1% de la superficie terrestre libre de hielo del mundo. La mayoría ocurre alrededor del Anillo de Fuego del Pacífico, y las áreas más grandes se encuentran en el centro de Chile, Ecuador, Colombia, México, el noroeste del Pacífico de Estados Unidos, Japón, Java y la Isla Norte de Nueva Zelanda. Otras áreas se encuentran en el Gran Valle del Rift, Kenia, Italia, Islandia y Hawái.
Los Andisoles fósiles se conocen en áreas alejadas de la actividad volcánica actual y, en algunos casos, se remontan al Mesoproterozoico, hace 1.500 millones de años.